# エジプト第29王朝

エジプト第29王朝

エジプト第29王朝（エジプトだい29おうちょう）は、一般にエジプト末期王朝の四番目に位置付けられる王朝。第29王朝は紀元前398年にエジプト第28王朝の最初で最後の（そして唯一の）王アミュルタイオスをネフェリテス1世が倒して樹立した。そして紀元前380年、ネフェリテス2世（ネファルド2世）が打倒されたことで滅亡した。

## 歴史
ブルックリン美術館に保存されているパピルスの記録に従うならば、第29王朝を樹立したネフェリテス1世はアミュルタイオスを野戦で打ち破り、その後メンフィスで彼を殺害した。その後メンデス（Mendes）に首都を置いた。
ネフェリテス1世が死ぬと、対立する二つの派閥が王位を巡って争った。一方はネフェリテス1世の息子ムティス（Muthis）を支援する一派であり、他方は簒奪者プサムティスを支援する一派であった。結局プサムティスが勝利したが、彼は一年しか統治できなかった。
プサムティスはネフェリテス1世の孫であると主張するハコルによって打倒された。彼はアテナイとキプロスの反乱王エヴァゴラスから支援を得て（ただしアテナイは紀元前387年のアンタルキダスの和約まで）、アケメネス朝のエジプトを再征服する試みに効果的に対応することができた。しかし彼の息子ネフェリテス2世が即位すると、この若年の王は遺産を維持することはできなかった。

## エジプト第29王朝のファラオ
| 名前                             | 画像 | 在位              | 備考                                                             |
| -------------------------------- | ---- | ----------------- | ---------------------------------------------------------------- |
| ネフェリテス1世（ネファルド1世） |      | 前398年 - 前393年 | アミルタイオスを打ち破り、彼を処刑した                           |
| プサムティス                     |      | 前393年           | 治世は一年間のみ。ハコルに滅ぼされた                             |
| ハコル(アコリス）                |      | 前393年 - 前380年 | 彼の前任者プサンムティスを破った。ネフェリテス2世の父            |
| ネフェリテス2世（ネファルド2世） |      | 前380年           | 4ヶ月統治した後、ネクタネボ1世によって除かれ、恐らくは殺害された |